# Dárico

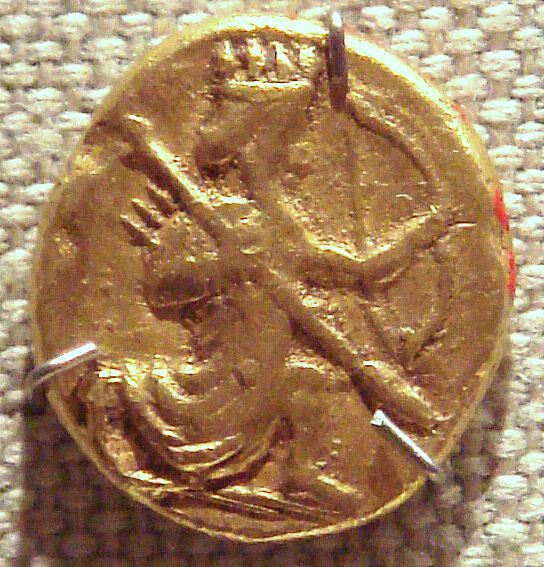
Um dárico, do século IV a.C.

O dárico (às vezes também escrito darico, sem acento) era uma moeda de ouro com cerca de 8,4 gramas comum no Império Aquemênida, desde a sua introdução pelo rei Dario I, a qual lhe deu o nome de si mesmo.
O ouro usado nas moedas era de alta qualidade com uma pureza de 95,83% Ela tinha a imagem do rei persa armado com um arco e flecha. A sua utilização terminou com a invasão do império por Alexandre, o Grande em 330 aC. As moedas foram derretidas e o ouro utilizado para a cunhagem de novas moedas. Esta é possivelmente a principal razão pela sua raridade, apesar de seu uso difundido na época.

## Bibliografía
- Alram, M: "Daric", na Encyclopaedia Iranica.
- Shahbazi, A. Sh.: "Darius I", na Encyclopaedia Iranica.